# Karate okinawskie
Karate okinawskie – ogólna nazwa sztuk walki, pochodzących z Okinawy, w Japonii. 
Ze względu na swoje położenie geograficzne pomiędzy Chinami, Japonią i Azją Południowo-Wschodnią, Okinawa była przez setki lat pod zróżnicowanym wpływem politycznym, gospodarczym i kulturowym tego regionu. Wpłynęło to także na rozwój sztuk walki. Powstało wiele sposobów i stylów, które zawierały elementy własne i obce, głównie chińskie.  
Na początku XVII w. wyspa została podbita przez Japończyków, którzy zabronili posiadania broni przez miejscową ludność. Doprowadziło to do rozwoju umiejętności obrony gołymi rękoma, a także z wykorzystaniem narzędzi rolniczych.
W czasach najnowszych, w celu popularyzacji systemów walki, część mistrzów usunęła z nich szczególnie niebezpieczne, stare techniki, jak m.in. tuite-jutsu i kyūsho-jitsu (także pisownia Kyusho Jitsu i Kyusho Jutsu; odpowiednik chińskiego qinna). Są one jednak nadal nauczane, także poza granicami Japonii. 
Wpływy chińskie są też widoczne w "biblii" okinawskiego karate, księdze Bubishi. 

## Objaśnienie słownictwa
- Tsuite-jutsu - sztuka walki poprzez uciski na nerwy, ścięgna, stawy, wiązadła
- Kyūsho-jitsu - sztuka walki polegająca na uderzeniach w czułe, witalne miejsca ciała przeciwnika